# Nampalys Mendy
Nampalys Mendy (La Seyne-sur-Mer, 23 juni 1992) is een Frans-Senegalees voetballer die doorgaans als defensieve middenvelder speelt. Hij tekende in september 2023 een contract tot medio 2025 bij RC Lens, dat hem transfervrij overnam van Leicester City.

## Clubcarrière
Mendy speelde in de jeugd bij verschillende clubs uit Toulon tot hij op vijftienjarige leeftijd werd opgenomen in de jeugdopleiding van AS Monaco. Hier tekende hij op 27 april 2010 zijn eerste profcontract. Mendy debuteerde op 7 augustus 2010 in het eerste elftal van Monaco, tijdens een wedstrijd tegen Olympique Lyon. Hij speelde de volledige wedstrijd en kreeg in de tweede helft een gele kaart. In de volgende zes wedstrijden mocht hij vijfmaal in de basiself starten. Na een terugval in de tweede helft van het seizoen 2010/11 heroverde hij in september 2011 zijn basisplaats.

## Interlandcarrière
Mendy speelde voor diverse Franse jeugdelftallen. Hij werd op 9 november 2010 als achttienjarige opgeroepen voor Frankrijk –21, voor een oefenwedstrijd tegen Rusland –21.
In 2021 debuteerde hij voor het Senegalees elftal.

## Erelijst
| Competitie       | Aantal    | Jaren     |
| AS Monaco        | AS Monaco | AS Monaco |
| ---------------- | --------- | --------- |
| Kampioen Ligue 2 | 1x        | 2012/13   |
| Leicester City   |           |           |
| FA Cup           | 1x        | 2020/21   |
| Senegal          |           |           |
| Afrika Cup       | 1x        | 2021      |

1 Petrić ·
2 Aguilar ·
3 Machado ·
4 Danso ·
7 Sotoca  ·
8 Nzola ·
9 Satriano ·
10 Costa ·
11 Fulgini ·
13 Chávez ·
14 Medina ·
15 Ojediran ·
16 Koffi ·
18 Diouf ·
19 Cabot ·
20 Sarr ·
22 Saïd ·
23 El Aynaoui ·
24 Gradit ·
26 Mendy ·
27 Bane ·
28 Thomasson ·
30 Ryan ·
34 Pouilly ·
36 Lebeau ·
37 Ganiou ·
38 Zaroury ·
Coach: W. Still
· Assistent-coach: N. Still
1 Dieng ·
2 F. Mendy ·
3 Koulibaly  ·
4 Cissé ·
5 I. Gueye ·
6 N. Mendy ·
7 Jackson ·
8 Kouyaté ·
9 Dia ·
10 N'Diaye ·
11 Ciss ·
12 Ballo-Touré ·
13 Ndiaye ·
14 Jakobs ·
15 Diatta ·
16 É. Mendy ·
17 P. Sarr ·
18 I. Sarr ·
19 Diédhiou ·
20 Dieng ·
21 Sabaly ·
22 Diallo ·
23 Gomis ·
24 Name ·
25 Loum ·
26 P. Gueye ·
Coach: Cissé